# Latia
Latia är ett släkte mycket små sötvattenslevande lungsnäckor (saknar gälar och andas alltså luft). 
Arterna i släktet är de enda bioluminscenta sötvattenslevande blötdjuren i världen.

## Taxonomi
Latia är det enda släktet i familjen Latiidae som tillsammans med familjen Chilinidae utgör överfamiljen Chilinoidea 
.. Tidigare placerades släktet i den större familjen Ancylidae.

## Utbredning
Släktet är endemiskt för Nya Zeelands nordö.

## Livsmiljö
Släktets arter lever i rent strömmande vatten.

## Bioluminiscens
Släktets arter kan utsöndra ett bioluminiscent slem om de blir störda. Teorierna om orsaken till bioluminscensen varierar, men indikationerna pekar mot en försvarsmekanism. En teori går ut på att när Latia blir störd och avger sitt lysande slem, så jagar fridstöraren slemmet i stället för snäckan. En annan teori är att slemmet fastnar på predatorn och antingen åstadkommer förvirring och oro, eller rent av gör denne synlig för andra nattlevande predatorer och därför sårbar. Eftersom Latia avger slemmet när den känner sig hotad, har det föreslagits att den kan användas för övervakning av olaglig dumpning av avfall eller andra vattenkvalitetsfrågor.

## Arter
Arter i släktet Latia':
- Latia climoi Starobogatov, 1986 - typ
- Latia lateralis (Gould, 1852)
- Latia neritoides Gray, 1850
- † Latia manuherikia Marshall, 2011 - Miocen[8]